# Pseudoblothrus
Pseudoblothrus é um géneros de pseudo-escorpiões da família dos Syarinidae, com a sua máxima biodiversiade no sudoeste da Europa e na Macaronésia.

## Espécies
São as seguintes as espécies reconhecidas como pertencentes ao género :
- Pseudoblothrus ellingseni (Beier, 1929)
- Pseudoblothrus ljovuschkini Krumpál, 1984
- Pseudoblothrus oromii Mahnert, 1990
- Pseudoblothrus peyerimhoffi (Simon, 1905)
- Pseudoblothrus regalini Inzaghi, 1983
- Pseudoblothrus roszkovskii (Redikorzev, 1918)
- Pseudoblothrus strinatii Vachon, 1954
- Pseudoblothrus thiebaudi Vachon, 1969
- Pseudoblothrus vulcanus Mahnert, 1990

## Publicação original
- Beier, 1931 : Zur Kenntnis der troglobionten Neobisien (Pseudoscorp.). Eos, Madrid, vol. 7, p. 9-23.